# Проходи (Логойський район)
Проходи — (біл. вёска Праходы), село (веска) в складі Логойського району розташоване в Мінській області Білорусі, підпорядковане Жовтневій сільській раді.
Село Проходи розташоване в центральних районах Білорусі, в північній частині Мінської області - орієнтовне розташування [Архівовано 17 травня 2020 у Wayback Machine.].